# Ы
Вижте пояснителната страница за други значения на Ери.
Ы, ы е буква от кирилицата. Представя фонемата /i/ след непалатализирани (твърди) съгласни в беларуската, русинската и руската азбука. Поради фоноложки процеси, реализацията на /i/ след твърди съгласни се изтегля към затворена централна незаоблена съгласна (МФА: [ɨ]).
В древната старобългарска азбука и в църковнославянската азбука буквата Ы носи названието ѥрꙑ (старобълг.) или йерѝ (ц.-сл.), свързано с названията на буквите „еръ“ (Ъ) и „ерь“ (Ь).
Подобно на други кирилски букви, Ы/Ꙑ първоначално е лигатура между Ъ и І (тогавашно і, без точка или с две точки) или И (тогавашно и, изписвано като днешно н). В старите ръкописи, тази буква винаги се е срещала като Ꙑ или ЪИ. Днешната форма еволюира след изясняването на еровите гласни ъ и ь в старобългарския език.
Обикновено тази буква се транскрибира на латиница като y, а на български и македонски книжовен език руското „ы“ се транскрибира като „и“. В руския език чрез буквата „ы“ се транскрибира звукът ъ, срещан в чужди географски понятия, например Румыния, Ыгыатта. Тази буква се употребява и в казахския, където съответства на фонемата /ɯ/.